# Paroisse Notre-Dame-de-l'Alliance
La paroisse Notre-Dame-de-l'Alliance est une paroisse du diocèse d'Évreux dans le département de l'Eure en Normandie. L'Église Saint-Germain de Navarre est le siège de la  paroisse. 

## Localisation
La paroisse, sise dans le quartier de Navarre, comprend quatre communautés : Claville, Navarre, Saint-Sébastien-de-Morsent, La Bonneville-sur-Iton.
Géographiquement, elle correspond au cours moyen de l'Iton.

### Regroupements paroissiaux
Cette paroisse est née du plan de fusion de 1998, appelé « paroisse 2000 ».

## Jumelage
La paroisse Notre-Dame-de-l'Alliance est jumelée avec une paroisse de Lukula en République démocratique du Congo : Sainte Thérèse de l'Enfant-Jésus.

## Publication
Le journal paroissial, L’Alliance, est accessible en ligne sur le site de la paroisse.